# یزدان‌آباد (بابل)
یزدان‌آباد ، روستایی از توابع بخش بندپی غربی شهرستان بابل در استان مازندران ایران است.

## جمعیت
این روستا در دهستان شهیدآباد قرار دارد و براساس سرشماری مرکز آمار ایران در سال ۱۳۸۵، جمعیت آن ۶۴ نفر (۱۶خانوار) بوده‌است.